# Henckelia
Henckelia là một chi thực vật có hoa trong họ Gesneriaceae. Nhiều loài trong chi này trước đây được đặt trong Didymocarpus sect. Orthoboea và chi Chirita. Tuy nhiên, nhiều loài trong Henckelia theo định nghĩa tới năm 2013 (đa ngành) cũng được chuyển sang các chi Codonoboea và Loxocarpus.

## Lịch sử phân loại
Henckelia được phục hồi từ đồng nghĩa của Didymocarpus Wall. bởi Weber & Burtt (1998). Nó bao gồm các loài trước đây đặt trong Didymocarpus sect. Orthoboea (miền nam Ấn Độ, Sri Lanka), các loài của tất cả các tổ (trừ Didymocarpus sect. Elati Ridl.) của Didymocarpus có mặt ở Thái Lan phần bán đảo và Malesia, cũng như các chi có ở Malesia như Codonoboea Ridl., Loxocarpus R.Br. và Platyadenia B.L.Burtt, tổng cộng khoảng 180 loài. Các nghiên cứu phát sinh chủng loài phân tử đầu tiên bao gồm một loạt các loài Henckelia theo định nghĩa này xác nhận rằng chúng không tạo thành một nhóm đơn ngành không chỉ với Didymocarpus mà còn gợi ý rằng Henckelia theo định nghĩa mới này cũng có thể là không đơn ngành (Möller et al., 2009). Weber et al. (2011a) cuối cùng chỉ ra rằng các loài Henckelia miền nam Ấn Độ và Sri Lanka khi gộp cùng với phần lớn các loài của Chirita sect. Chirita (trong đó có loài điển hình của Chirita là Chirita urticifolia) và Hemiboeopsis longisepala (chi đơn loài Hemiboeopsis) thì tạo thành một nhóm đơn ngành, nhưng một vài loài trong Chirita sect. Chirita (khoảng 6 loài, nay được coi là thuộc chi Damrongia) cũng như các tổ khác của chi này chỉ có quan hệ họ hàng xa với nhóm đơn ngành nói trên. Loài điển hình của Henckelia là H. incana (Vahl) Spreng., ở miền nam Ấn Độ cũng là loài thuộc nhóm Henckelia miền nam Ấn Độ và Sri Lanka như đề cập trên đây.
Danh pháp Henckelia Spreng., 1817 có độ ưu tiên cao hơn so với danh pháp Chirita Buch.-Ham., 1825 và danh pháp Hemiboeopsis W.T.Wang, 1984; vì thế danh pháp Henckelia được công nhận là danh pháp chính thức cho chi theo định nghĩa mới này (bao gồm Henckelia miền nam Ấn Độ và Sri Lanka + phần lớn Chirita sect. Chrita + Hemiboeopsis).
Các loài trong khu vực Malesia của Henckelia theo định nghĩa cũ, chiếm phần lớn số loài trong chi này, không tạo thành một nhóm đơn ngành với các loài miền nam Ấn Độ và Sri Lanka. Mục tiêu chính trong bài báo của Weber et al.  (2011a) là các loài trong chi Chirita theo nghĩa cũ, nhưng các kết luận và kết quả của phân tích trong bài báo này cũng cho thấy sự phân chia Henckelia ra thành vài chi nhỏ hơn là cần thiết. Henckelia vẫn được công nhận nhưng với giới hạn khác rất nhiều so với định nghĩa sử dụng trong các bài báo giai đoạn 1998 tới 2009 (như Weber & Burtt, 1998; Vitek et al., 2000; Weber, 2004; Banka & Kiew, 2009; Kiew, 2009). Trước bài báo của Weber et al. (2011a) có khoảng 180 loài được coi là thuộc chi Henckelia, nhưng sau đó người ta chỉ công nhận khoảng 56 loài thuộc chi này. Tuy nhiên, chỉ 14 loài thuộc Henckelia sect. Henckelia (trước đây là Didymocarpus sect. Orthoboea Benth.) từ miền nam Ấn Độ và Sri Lanka là chung cho cả hai giới hạn này.
Weber et al. (2011a) lưu ý rằng tên chi chính xác cho phần lớn các loài miền nam Thái Lan và Malesia trước đây xếp trong Henckelia là Codonoboea. Các loài thuộc Henckelia sect. Didymanthus (C.B.Clarke) A.Weber & B.L.Burtt, Henckelia sect. Heteroboea (Benth.) A.Weber & B.L.Burtt và Henckelia sect. Glossadenia A.Weber & B.L.Burtt tạo thành một nhóm đơn ngành và có thể rất chắc chắn để gán vào chi Codonoboea, với loài điển hình Codonoboea leucocodon. Kiew & Lim (2011) đã thực hiện việc tạo ra các tổ hợp tên gọi mới cho các đơn vị phân loại tại Malaysia bán đảo, còn Kartonegoro (2012) đã thực hiện việc tạo ra tổ hợp tên gọi cho loài có ở Sulawesi. Ngoài ra, Rafidah et al. (2011) cũng tạo ra tổ hợp Codonoboea elata (Ridl.) Rafidah cho loài bị đặt sai vị trí là Chirita elata Ridl..
Một lượng nhỏ các loài ở Thái Lan và Malesia bị loại ra khỏi Henckelia bởi Weber et al. (2011a) nhưng lại không gộp chung cùng các loài hiện nay xếp trong Codonoboea. Chúng tương ứng là các loài thuộc chi Loxocarpus mà Weber & Burtt (1998) đã đồng nghĩa hóa với Henckelia. Các loài Loxocarpus được tìm thấy trong nhánh quả cong châu Á (thuật ngữ của Möller et al., 2009) nhưng vẫn có nghi vấn về việc liệu chúng có là một nhóm đơn ngành hay không (Yao, 2012). Tuy nhiên, do Loxocarpus đã dứt khoát bị loại khỏi Henckelia theo định nghĩa mới của Weber et al. (2011a) nên chúng phải trả về cho chi Loxocarpus trong khi chờ đợi có thêm nghiên cứu về các mối quan hệ giữa các loài Loxocarpus này. Các loài này đã được Yao (2012) sửa đổi và khoảng 20 tên loài hiện tại được công nhận, với Loxocarpus incanus là loài điển hình.

## Các loài
Các loài tại thời điểm năm 2016 bao gồm:
- Henckelia adenocalyx (Chatterjee) D.J.Middleton & Mich.Möller (đồng nghĩa Chirita adenocalyx)
- Henckelia anachoreta (Hance) D.J.Middleton & Mich.Möller (đồng nghĩa C. anachoreta)
- Henckelia angusta (C.B.Clarke) D.J.Middleton & Mich.Möller (đồng nghĩa: C. zeylanica var. angusta)
- Henckelia auriculata (J.M.Li & S.X.Zhu) D.J.Middleton & Mich.Möller (đồng nghĩa: C. auriculata)
- Henckelia bifolia (D.Don) A.Dietr. (đồng nghĩa: C. bifolia, C. amplectens, C. scabra)
- Henckelia briggsioides (W.T.Wang) D.J.Middleton & Mich.Möller (đồng nghĩa: C. briggsiodes)
- Henckelia burttii D.J.Middleton & Mich.Möller (đồng nghĩa: C. reptans non H. reptans)
- Henckelia calva (C.B.Clarke) D.J.Middleton & Mich.Möller (đồng nghĩa: C. calva)
- Henckelia ceratoscyphus (B.L.Burtt) D.J.Middleton & Mich.Möller (đồng nghĩa: C. ceratoscyphus, Ceratoscyphus caeruleus non C. caerulea non H. caerulea, C. corniculata non H. corniculata)
- Henckelia communis (Gardner) D.J.Middleton & Mich.Möller (đồng nghĩa: C. communis, C. zeylanica non H. zeylanica, C. vulgaris)
- Henckelia dibangensis (B.L.Burtt, S.K.Srivast. & Mehrotra) D.J.Middleton & Mich.Möller (đồng nghĩa: C. dibangensis)
- Henckelia dielsii (Borza) D.J.Middleton & Mich.Möller (đồng nghĩa: C. dielsii, C. orbicularis)
- Henckelia dimidiata (Wall. ex C.B.Clarke) D.J.Middleton & Mich.Möller (đồng nghĩa: C. dimidiata, C. polyneura var. amabilis)
- Henckelia fasciculiflora (W.T.Wang) D.J.Middleton & Mich.Möller (đồng nghĩa: C. fasciculiflora)
- Henckelia fischeri (Gamble) A.Weber & B.L.Burtt (đồng nghĩa: Didymocarpus fischeri)
- Henckelia floccosa (Thwaites) A.Weber & B.L.Burtt (đồng nghĩa: Didymocarpus floccosus)
- Henckelia forrestii (J.Anthony) D.J.Middleton & Mich.Möller (đồng nghĩa: C. forrestii, C. forrestii var. acutidentata, Didymocarpus forrestii[3])
- Henckelia fruticola (H.W.Li) D.J.Middleton & Mich.Möller (đồng nghĩa: C. fruticola)
- Henckelia gambleana (C.E.C.Fisch.) A.Weber & B.L.Burtt (đồng nghĩa: Didymocarpus gambleanus)
- Henckelia grandifolia A.Dietr. (đồng nghĩa: C. macrophylla non H. macrophylla, C. macrophylla var. tirapensis)
- Henckelia heterostigma (B.L.Burtt) D.J.Middleton & Mich.Möller (đồng nghĩa: C. heterostigma)
- Henckelia hookeri (C.B.Clarke) D.J.Middleton & Mich.Möller (đồng nghĩa: C. hookeri)
- Henckelia humboldtiana (Gardner) A.Weber & B.L.Burtt (đồng nghĩa: Didymocarpus humboldtianus)
- Henckelia incana (Vahl) Spreng. (đồng nghĩa: Rottlera incana): Loài điển hình.
- Henckelia infundibuliformis (W.T.Wang) D.J.Middleton & Mich.Möller (đồng nghĩa: C. infundibuliformis)
- Henckelia innominata (B.L.Burtt) A.Weber & B.L.Burtt (đồng nghĩa: Didymocarpus innominatus)
- Henckelia insignis (C.B.Clarke) D.J.Middleton & Mich.Möller (đồng nghĩa: C. insignis)
- Henckelia lacei (W.W.Sm.) D.J.Middleton & Mich.Möller (đồng nghĩa: Didymocarpus lacei, C. lacei[4])
- Henckelia lachenensis (C.B.Clarke) D.J.Middleton & Mich.Möller (đồng nghĩa: C. lachenensis, C. clarkei, C. umbricola, C. stolonifera)
- Henckelia longipedicellata (B.L.Burtt) D.J.Middleton & Mich.Möller (đồng nghĩa: C. longipedicellata)
- Henckelia longisepala (H.W.Li) D.J.Middleton & Mich.Möller (đồng nghĩa: Lysionotus longisepalus, Hemiboeopsis longisepala)
- Henckelia lyrata (Wight) A.Weber & B.L.Burtt (đồng nghĩa: Didymocarpus lyratus)
- Henckelia macrostachya (E.Barnes) A.Weber & B.L.Burtt (đồng nghĩa: Didymocarpus macrostachyus)
- Henckelia meeboldii (W.W.Sm. & Ramaswami) A.Weber & B.L.Burtt (đồng nghĩa: Didymocarpus meeboldii)
- Henckelia mishmiensis (Debb. ex Biswas) D.J.Middleton & Mich.Möller (đồng nghĩa: C. mishmiensis)
- Henckelia missionis (Wall. ex R.Br.) A.Weber & B.L.Burtt (đồng nghĩa: Didymocarpus missionis)
- Henckelia monantha (W.T.Wang) D.J.Middleton & Mich.Möller (đồng nghĩa: C. monantha)
- Henckelia monophylla (C.B.Clarke) D.J.Middleton & Mich.Möller (đồng nghĩa: C. monophylla)
- Henckelia moonii (Gardner) D.J.Middleton & Mich.Möller (đồng nghĩa: C. moonii)
- Henckelia oblongifolia (Roxb.) D.J.Middleton & Mich.Möller  (đồng nghĩa: Incarvillea oblongifolia, C. oblongifolia, C. acuminata)
- Henckelia ovalifolia (Wight) A.Weber & B.L.Burtt (đồng nghĩa: Didymocarpus ovalifolius)
- Henckelia peduncularis (B.L.Burtt) D.J.Middleton & Mich.Möller (đồng nghĩa: C. peduncularis)
- Henckelia primulacea (C.B.Clarke) D.J.Middleton & Mich.Möller (đồng nghĩa: C. primulacea)
- Henckelia puerensis (Y.Y.Qian) D.J.Middleton & Mich.Möller (đồng nghĩa: C. puerensis)
- Henckelia pumila (D.Don) A.Dietr. (đồng nghĩa: C. pumila, C. edgeworthii, C. polyneura var. thomsonii, C. sphagnicola, C. diaphana, C. flava)
- Henckelia pycnantha (W.T.Wang) D.J.Middleton & Mich.Möller (đồng nghĩa: C. pycnantha)
- Henckelia repens (Bedd.) A.Weber & B.L.Burtt (đồng nghĩa: Didymocarpus repens)
- Henckelia rotundata (Barnett) D.J.Middleton & Mich.Möller (đồng nghĩa: C. rotundata)
- Henckelia shuii (Z.Yu Li) D.J.Middleton & Mich.Möller (đồng nghĩa: C. shuii)
- Henckelia smitinandii (B.L.Burtt) D.J.Middleton & Mich.Möller (đồng nghĩa: C. smitinandii[5])
- Henckelia speciosa (Kurz) D.J.Middleton & Mich.Möller  (đồng nghĩa: C. speciosa, C. trailliana)
- Henckelia tibetica (Franch.) D.J.Middleton & Mich.Möller (đồng nghĩa: Roettlera tibetica, Didymocarpus tibetticus, C. tibetica[6])
- Henckelia urticifolia (Buch.-Ham. ex D.Don) A.Dietr (đồng nghĩa: C. urticifolia, C. grandiflora): Loài điển hình của Chirita.
- Henckelia walkerae (Gardner) D.J.Middleton & Mich.Möller (đồng nghĩa: C. walkerae, C. walkerae var. parviflora, C. walkerae subsp. parviflora)
- Henckelia wightii (C.B.Clarke) A.Weber & B.L.Burtt (đồng nghĩa: Didymocarpus rottlerianus var. wightii)
- Henckelia wijesundarae[7] Ranasinghe et al., 2016
- Henckelia zeylanica (R.Br.) A.Weber & B.L.Burtt (đồng nghĩa: Didymocarpus zeylanicus)